# 맥의 인텔 프로세서로의 전환

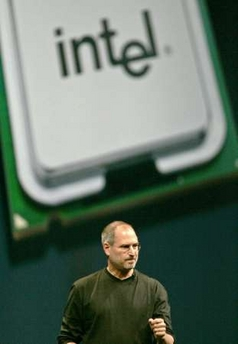
WWDC 2005에서 인텔 전환을 발표하고 있는 당시 CEO 스티브 잡스

맥의 인텔 전환은 매킨토시 컴퓨터의 중앙 처리 장치(CPU)를 파워PC에서 인텔 x86 프로세서로 변경하는 프로세스였다. 이 전환은 2005년 애플 세계 개발자 회의(WWDC)에서 공개되었으며 당시 애플의 CEO 스티브 잡스는 회사가 프리스케일(전 모토로라)와 IBM이 매킨토시 컴퓨터에 공급하던 파워PC 마이크로프로세서를 애플 경쟁사 대부분의 주요 공급처인 인텔이 설계 및 제조한 프로세서로 전환할 것이라고 발표하였다.
이를 통해 만들어지게 된 용어인 맥텔(Mactel)은 인텔 칩을 설치한 애플의 맥 컴퓨터를 말한다. 보통 인텔 맥이라고 불린다. 인텔 칩을 사용함으로써 애플의 부트 캠프와 함께 마이크로소프트의 윈도 운영 체제 및 그 안에서 돌아가는 소프트웨어를 맥 컴퓨터에서도 사용할 수 있다. 기존에 IBM의 PowerPC 프로세서를 사용할 때 애플 컴퓨터가 사용하지 못했던 윈도 기반 소프트웨어를 사용할 수 있고, PowerPC 프로세서의 배터리 문제도 해결할 수 있게 되었다.
2009년 9월 출시된 Mac OS X 스노 레퍼드에서는 PowerPC 프로세서에 대한 지원을 제거했다. 이로써 Mac OS X 스노 레퍼드는 인텔 칩만을 지원하는 맥이 되었다.

## 같이 보기
- 해킨토시
- 유니버설 바이너리
- 맥의 애플 실리콘으로의 전환